# Minoo Khaleghi
Minoo Khaleghi (en persa: مینو خالقی, Isfahán, 1985) es una política, abogada y periodista iraní. 
Khaleghi estudió en la Universidad de Isfahán y tiene una maestría en derecho de telecomunicaciones.
Pertenece a la coalición Esperanza, que representa a los reformistas (Omid), por la que fue elegida diputada.
 Sin embargo más tarde fue vetada por no llevar velo en público en el extranjero y dar la mano a un desconocido, dos acciones prohibidas por la ley islámica que rige el país. El parlamento iraní cuenta con un número récord de mujeres y serían 18 si finalmente Minoo Khaleghi gana su combate.